# マルイパン
有限会社マルイパンは、徳島県徳島市に本社を置き、パンや洋菓子の製造販売（ベーカリー・パティスリー）を行う企業。徳島県徳島市・板野郡松茂町・藍住町・板野町に店舗を出店している。製造から店舗販売までの直販方式で提供している。

## 店舗
2010年9月現在。
徳島市
- マルイパンファミーユ・マルイ本店：徳島市下助任町3丁目18
- マルイパン元町店：徳島市元町2丁目4
- マルイパン昭和店：徳島市中昭和町2丁目78
- マルイパン仲之町店：徳島市仲之町3丁目36
- マルイパンはやし店：徳島市津田本町5丁目737-6

板野郡
- マルイパン松茂店：板野郡松茂町中喜来字東組9-3
- マルイパン板野店：板野郡板野町下庄字古杉91-1
- ファミーユ・マルイ藍住店：板野郡藍住町徳命字元村140-11